# Pierwsza kwadra

Graficzna prezentacja pierwszej kwadry

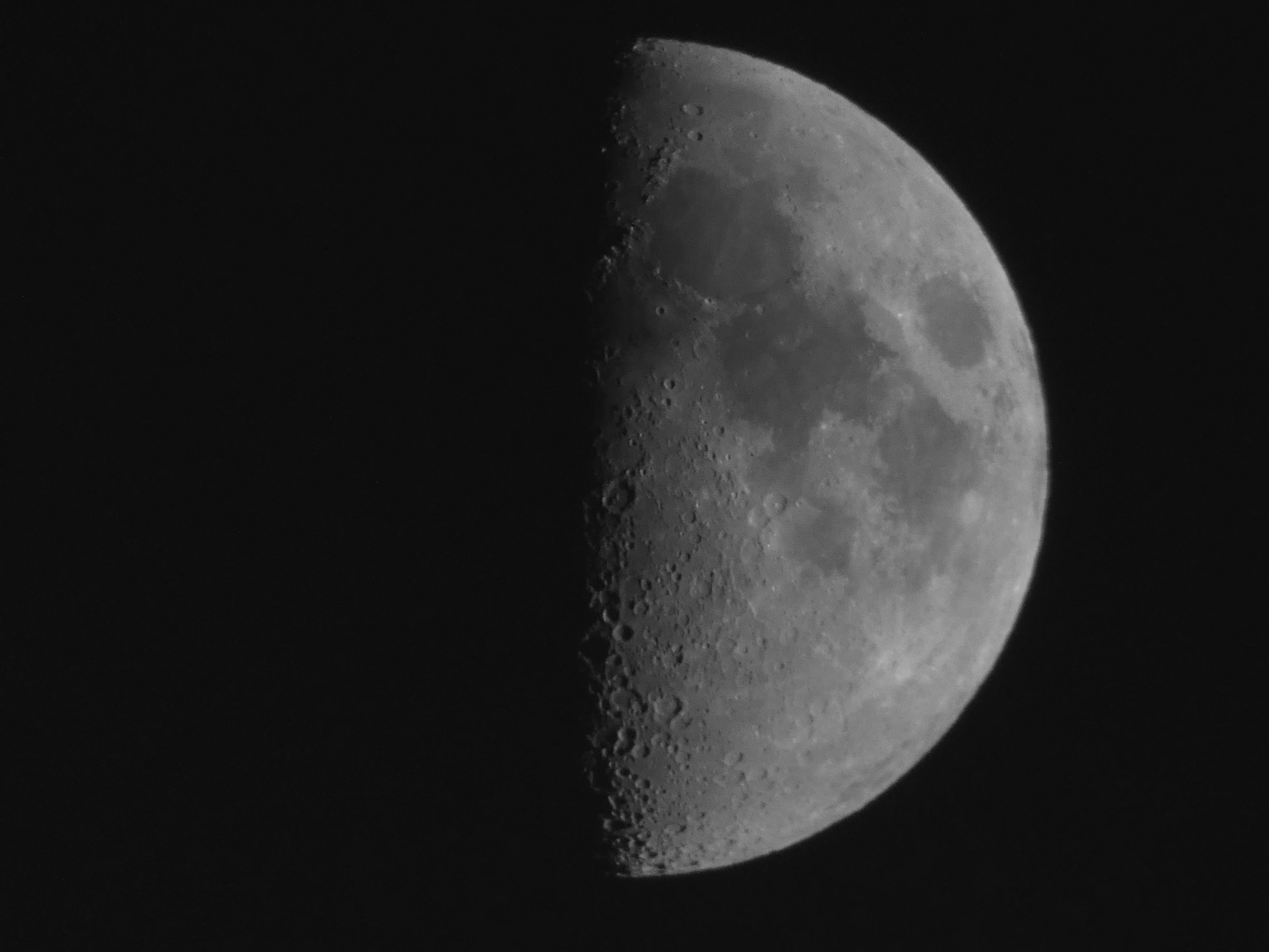
Pierwsza kwadra obserwowana z półkuli północnej Ziemi

Pierwsza kwadra – w astronomii, faza Księżyca, w której Ziemia, Księżyc i Słońce tworzą ze sobą kąt prosty a Księżyc w tym czasie zbliża się do pełni. W tym momencie, dla obserwatorów na Ziemi widoczna jest tylko wschodnia część tarczy Księżyca. Księżyc wschodzi w środku dnia i zachodzi w środku nocy, przez co można go bardzo wygodnie obserwować. W pobliżu granicy między oświetloną i nieoświetloną częścią Księżyca (terminator), panują najlepsze warunki do obserwacji struktur na jego powierzchni takich jak kratery, góry, doliny.
Podczas kwadry pierwszej (oraz ostatniej) amplituda pływów morskich jest obniżona i stąd określane są jako pływy kwadraturowe.